# Winifred Greenwood
Pour les articles homonymes, voir Greenwood.
Winifred Greenwood (née le 1er janvier 1885 à Geneseo, dans l'État de New York et morte le 23 novembre 1961 dans le quartier de Woodland Hills à Los Angeles) est une actrice américaine de la période du cinéma muet.

## Biographie
Winifred Greenwood débute au cinéma à l'âge de 25 ans, en 1910, dans Le Magicien d'Oz et termine sa carrière en 1927 avec le film de Cecil B. DeMille, Le Roi des rois. Elle fait cependant une dernière apparition dans un film musical parlant de 1936, signé par Victor Schertzinger.
Elle fut l'épouse de l'acteur George Field (en) de 1913 à 1918.

## Filmographie partielle

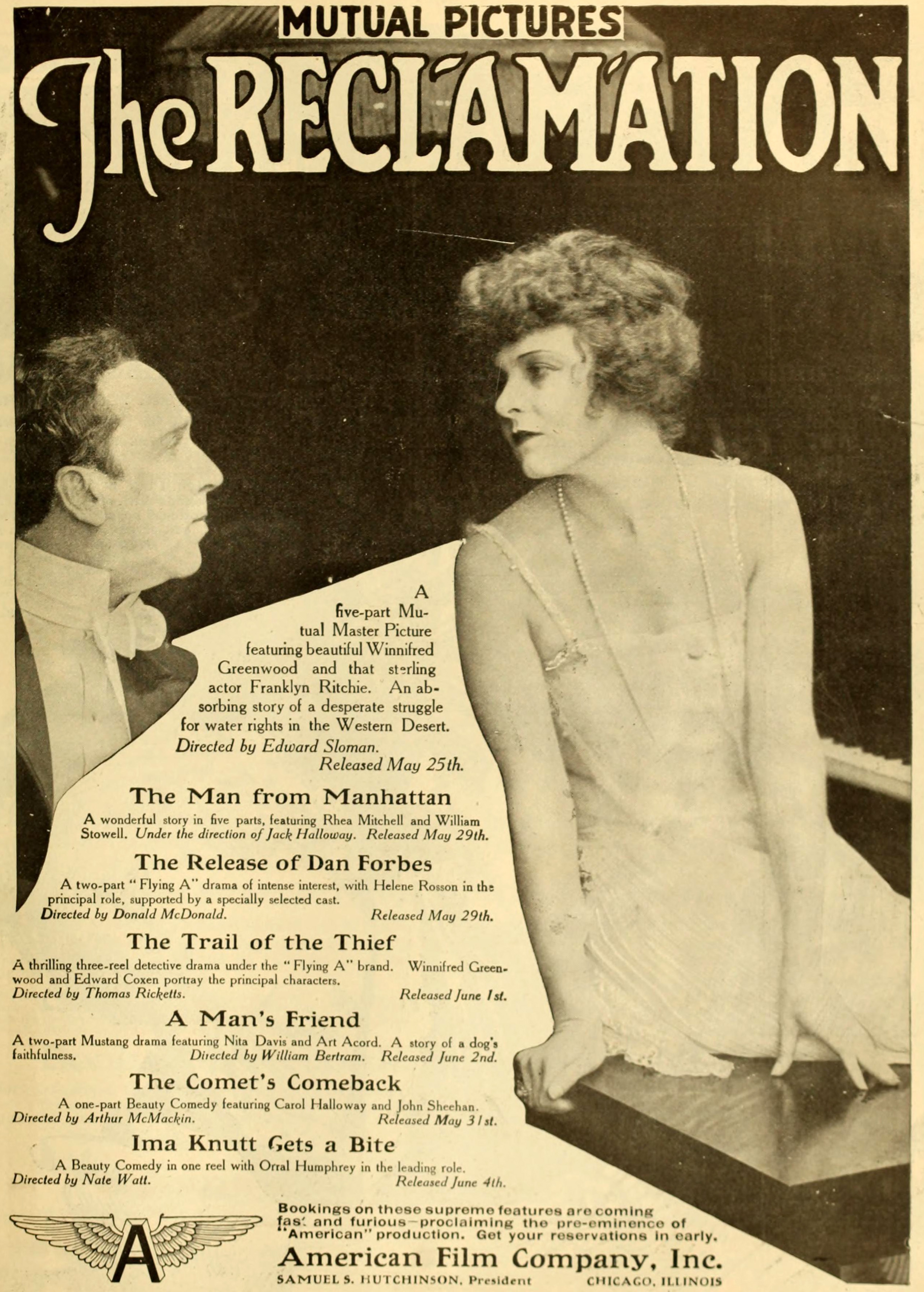
The Reclamation (1916)

- 1910 : Le Magicien d'Oz (The Wonderful Wizard of Oz) d'Otis Turner
- 1911 : His First Long Trousers
- 1911 : The Two Orphans d'Otis Turner et Francis Boggs
- 1911 : Getting Married
- 1911 : The Plumber
- 1911 : Brown of Harvard
- 1911 : Maud Muller
- 1911 : A Fair Exchange
- 1911 : A Tennessee Love Story
- 1911 : How They Stopped the Run on the Bank
- 1912 : Cinderella
- 1912 : The Prosecuting Attorney
- 1912 : The Hypnotic Detective
- 1912 : The Adopted Son
- 1912 : A Freight Train Drama
- 1912 : When Memory Calls
- 1912 : Hypnotized
- 1912 : A Citizen in the Making
- 1912 : Murray the Masher
- 1912 : Into the Genuine de Lem B. Parker
- 1912 : A Detective's Strategy de Lem B. Parker
- 1912 : Tempted by Necessity de Lem B. Parker
- 1912 : His Chance to Make Good
- 1912 : The Mystery of Room 29
- 1914 : Jim de Tom Ricketts
- 1918 : L'Enfant de la forêt (M'Liss)
- 1918 : The Deciding Kiss de Tod Browning
- 1918 : The Goat de Donald Crisp
- 1919 : Maggie Pepper de Chester Withey
- 1919 : An Adventure in Hearts de James Cruze
- 1919 : Men, Women, and Money de George Melford
- 1920 : Sick Abed de Sam Wood
- 1921 : The Faith Healer de George Melford
- 1921 : Fatty détective amateur (The Dollar a Year Man)
- 1923 : Jusqu'au dernier homme (To the Last Man) de Victor Fleming
- 1926 : The Flame of the Yukon de George Melford
- 1927 : Le Roi des rois de Cecil B. DeMille